# Laurent Didier
Laurent Didier (* 19. Juli 1984 in Dippach) ist ein ehemaliger luxemburgischer Radrennfahrer.

## Werdegang
Laurent Didier ist der Sohn des Tour-de-France-Teilnehmers Lucien Didier und der Enkel von Bim Diederich, der bei der Tour de France 1951 für drei Tage das Gelbe Trikot trug. Er begann 1995 mit dem Radsport beim  UC Dippach, dem bereits sein Vater angehört hatte.
Im Jahr 2006 schloss er sich dem deutschen Continental Team Regiostrom-Senges. Bei den Straßen-Radweltmeisterschaften in Salzburg startete er im U23-Straßenrennen und belegte den 98. Rang.
Von Oktober 2008 bis Anfang Februar 2009 fuhr Didier als Stagiaire beim dänischen Team CSC-Saxo Bank, anschließend wechselte er zum ebenfalls dänischen Team Designa Køkken. In diesem Jahr wurde er Zweiter bei den Luxemburgischen Straßenmeisterschaften hinter Andy Schleck und auch Vizemeister beim Einzelzeitfahren hinter Kim Kirchen. 2010 wechselte zurück zum Team Saxo Bank und bestritt für diese Mannschaft den Giro d’Italia 2010 sowie den Giro d’Italia 2011, bei dem er Helfer von Alberto Contador bei dessen – später aberkannten – Gesamtsieg war.
Zur Saison 2012 wechselte Didier zum Team Radioshack-Nissan, das ab 2014 unter dem Namen Trek-Segafredo an den Start ging. Im Team verrichtete vorrangig Helferaufgaben, unter anderem für die Brüder Andy und Fränk Schleck. 2012 wurde Didier luxemburgischer Meister im Straßenrennen vor Ben Gastauer und Fränk Schleck. Bei den Olympischen Sommerspielen in London belegte er den 63. Platz im Straßenrennen. 2013 gewann er die Bergwertung der Tour du Haut-Var, im Jahr darauf wurde er luxemburgischer Zeitfahrmeister. 2014 erzielte er auch den letzten zählbaren Erfolg seiner Karriere, als er die fünfte Etappe der USA Pro Challenge für sich entschied.
Nach der Saison 2018 wurde Didiers Vertrag mit Trek-Segafredo nicht verlängert. Da er auch kein anderes Team fand, beendete er seine aktive Karriere als Radrennfahrer nach dem Japan Cup 2018.

## Erfolge
2000
- Luxemburgischer Meister – Cyclocross (Jugend)

2005
- eine Etappe Flèche du Sud
- Spiele der kleinen Staaten von Europa – Straßenrennen
- Luxemburgischer Meister – Einzelzeitfahren (U23)

2012
- Luxemburgischer Meister – Straßenrennen

2013
- Bergwertung Tour du Haut-Var

2014
- Luxemburgischer Meister – Einzelzeitfahren
- eine Etappe USA Pro Challenge

2015
- Mannschaftszeitfahren Tour of Alberta

## Grand-Tour-Platzierungen
| Grand Tour            | 2010 | 2011 | 2012 | 2013 | 2014 | 2015 | 2016 | 2017 | 2018 |
| --------------------- | ---- | ---- | ---- | ---- | ---- | ---- | ---- | ---- | ---- |
| Giro d’ItaliaGiro     | 33   | 129  | –    | –    | –    | –    | 64   | DNF  | 97   |
| Tour de FranceTour    | –    | –    | –    | 53   | –    | DNF  | –    | –    | –    |
| Vuelta a EspañaVuelta | –    | –    | 86   | –    | –    | –    | 104  | –    | –    |